# McNeillův ostrov
McNeillův ostrov se nachází na západě Pugetova zálivu, západně od pevninského města Steilacoom a má rozlohu přibližně 17 km². Jižně od něj se nachází Andersonův ostrov a severně přes Carrův průliv Foxův ostrov. Na západě jej od Klíčového poloostrova odděluje Pittova úžina. Na východě se přes jižní koryto Pugetova zálivu nachází pevnina. Po většinu moderní historie byla vlastníkem ostrova vláda, která zde mezi lety 1875 a 2011 provozovala vězení. Před zavřením zařízení na začátku dubna 2011 bylo vězení posledním ostrovním vězením ve Spojených státech. Ministerstvo nápravy státu Washington o uzavření informovalo už v listopadu 2010 a odhalilo, že tak vydělá 14 milionů dolarů. Na ostrově dále funguje nápravné zařízení pro sexuální útočníky. Krátce po uzavření vězení byl založen Historický spolek McNeillova ostrova, který nyní bude vzdělávat veřejnost o historii ostrova a také ji zachovávat.

## Historie
Ostrov své jméno získal v roce 1841, kdy ho Charles Wilkes na své expedici pojmenoval po kapitánovi Williamu Henrymu McNeillovi ze Společnosti Hudsonova zálivu. Kapitán v té době pobýval v obchodním středisku Fort Nisqually a při Wilkesově příjezdu ho na jihu zálivu přivítal.
V roce 1846 ho Robert A. Inskip přejmenoval po kapitánovi Johnu A. Duntze z britského královského námořnictva. O rok později ale proběhl proces přejmenovávání míst do původních britských jmen, čímž Henry Kellett obnovil jméno po McNeillovi, ale zapomněl na jedno písmeno „l“, takže nyní se ostrov jmenuje McNeil Island.
V roce 1870 koupila americká federální vláda půdu na ostrově a o pět let později zde otevřela federální věznici. V roce 1937 se vládě konečně podařilo koupit celý ostrov a přinutila zbývající obyvatele odejít. Mezi nejznámější vězně v historii věznice patří Robert Stroud, známý také jako alcatrazský ptáčník, který zde žil mezi lety 1909 a 1912. Mezi lety 1961 a 1966 zde byl uvězněn také Charles Manson za pokus o inkasování vládních peněz padělaným šekem a do roku 1971 rovněž Alvin Karpis za práci pro gang Ma Bakerové ve třicátých letech minulého století. Karpis byl jediným zde vězněným zločincem, kterého zatkl J. Edgar Hoover, krátce po jehož smrti byl z vězení propuštěn.
V roce 1981 byla věznice převedena z federální na státní a v posledních letech se jmenovala Nápravné centrum McNeil Island. Než bylo středisko zavřeno, bylo jediným zbývajícím vězením ve Spojených státech, které bylo přístupné pouze lodí nebo vzduchem. Stát sem umisťoval také nejnebezpečnější sexuální násilníky, kteří museli po odsedění standardního trestu ještě na dobu neurčitou pobývat na ostrově, aby mohli projít léčením. Většina vězňů byla uvězněna v hlavní budově uprostřed ostrova, ale ti nejbezpečnější a ti, kteří měli být brzy propuštěni, byli ubytováni v přístavbě na druhém konci ostrova. V devatenáctém století se také chvíli jednalo o vojenské tábořiště a vojenské vězení. V jednu dobu dokonce bylo provozováno z vlastních zásob, když vězni obdělávali přilehlá pole a mléčné farmy.
Dlouhá hrozba uzavření věznice kvůli vysokým nákladům se vyplnila v roce 2010, kdy stát oficiálně oznámil, že ji zavře v roce 2011. Stalo se tak 1. dubna a zbývající relativně bezpeční vězni byli přemístěni do ostatních státních vězení.

### Hřbitov
Půda pro hřbitov byla darována Ericem a Marthou Nybergovými, kteří byli prvními obyvateli ostrova. První pohřeb se zde konal v říjnu 1905 a v roce 1936, kdy už většina obyvatel byla přestěhována na pevninu, hřbitov byl zavřen a všechna těla byla exhumována a přepohřbena na pevnině.

## Obyvatelstvo
V roce 2000 na ostrově žilo hned 1 516 lidí, z nichž většina se skládala z vězňů a zaměstnanců věznice. Mimo vězení žilo asi sto lidí ve čtyřiceti rodinách, z nichž každá měla alespoň jednoho člena, který ve věznici pracoval, především se jednalo o speciální jednotky, ředitele věznice a jeho asistenta. Domy byly rodinám pronajaty Ministerstvem nápravy státu Washington s vysoce sníženou cenou pronájmu. Na ostrově neexistují žádné obchody a přístup je přísně kontrolován ministerstvem.

## Doprava
V roce 1934 byl ostrov spojen s městem Steilacoom, Andersonovým ostrovem a s městem Longbranch na druhé straně zálivu. Trajekt je stále v provozu, ale McNeillův ostrov a Longbranch už dále neobsluhuje. Několik federálních nebo státních trajektů v minulosti spojovalo ostrov s pevninským Steilacoomem.